# Jan Beran (skladatel)
Jan Beran (* 7. dubna 1959 Praha) je švýcarský skladatel, matematik a statistik českého původu.

## Rodina
Jeho matka Zdeňka Beranová-Holanová (1924-2011) byla lékařka, otec Josef Beran (1920-1993) potravinářský inženýr a enolog. Jeho dědeček z matčiny strany Vítězslav Holan (1898-1973) byl jedním z předních představitelů ministerstva průmyslu a obchodu za první republiky a generálním tajemníkem senátorů Agrární strany. Manželka Jana Berana Sucharita Ghosh je rovněž matematickou statističkou, jejich dcera je herečka Céline Beran.

## Život
Po skončení Pražského jara v roce 1968 přijel Jan Beran s rodinou do Švýcarska a vyrůstal v okolí Curychu. Vystudoval matematiku na ETH Zurich, kterou ukončil s titulem PhD. v roce 1986 (školitelé: Hans Künsch, Frank Hampel). Tématem jeho disertační práce byla teorie sebepodobných a příbuzných fraktálních procesů a jejich statistická analýza. Rané hudební vzdělání (klavír) a formativní vliv Armina Schiblera v jeho školních letech (Literargymnasium Rämibühl) jej přivedly k dalšímu neformálnímu studiu hudební teorie a kompozice na univerzitě v Curychu. Mezi jeho učitele patřili H.U. Lehmann a Arthur Godel.
Od roku 1987 do roku 1991 byl Jan Beran hostujícím vědcem na různých amerických univerzitách (Stanford, University of Washington, Cornell), hostujícím odborným asistentem na University of North Carolina, Chapel Hill (1987-1988) a odborným asistentem na Texas A&M Univerzita, College Station (1988-1991). Po návratu do Švýcarska krátce pracoval jako statistik ve Winterthur Insurance. V letech 1992 až 1994 byl výzkumným pracovníkem a statistickým konzultantem na Katedře sociálního a preventivního lékařství Univerzity v Curychu. V roce 1994 se stal profesorem statistiky na Univerzitě v Kostnici (Německo), nejprve na katedře ekonomie a statistiky (1994-1998) a od roku 1998 na katedře matematiky a statistiky.
V mládí byl Jan Beran aktivním tenistou a v roce 1974 vyhrál Curych U-16 Tennis Championship.

## Dílo

### Matematik a statistik
Jako vědec je Jan Beran známý především svou prací v oblasti procesů s dlouhou pamětí, analýzou časových řad, statistickými metodami v muzikologii a aplikacemi ve financích, ekonomii, medicíně, biologii a environmentálních vědách. Působil v redakčních radách různých vědeckých časopisů (Journal of the American Statistical Association, Journal of Computational and Graphical Statistics, Journal of Mathematics and Music, Journal of Statistical Planning and Inference, Journal of Statistical Theory and Practice), psal a spolupracoval je autorem pěti knih, včetně „Statistiky pro procesy s dlouhou pamětí“ (1994), „Statistika v muzikologii“ (2003), „Procesy s dlouhou pamětí – pravděpodobnostní vlastnosti a statistické metody“ (2013, společně s Yuanhua Feng, Sucharita Ghosh a Rafal Kulik) a „Matematické základy analýzy časových řad“ (2017). Je významným autorem Journal of Time Series Analysis. V roce 2022 byl jmenován členem Ústavu matematické statistiky „za průkopnické příspěvky ke statistické analýze procesů s dlouhou pamětí a za klíčové výzkumné monografie, které nesmírně ovlivnily výzkum procesů s dlouhou pamětí“ (https://imstat.org/2022/04/22/2022-ims-fellows-announced/).

#### Vybraná díla z oblasti matematické statistiky
- Beran, J. (1994). Statistics for long-memory processes. Chapman & Hall/CRC Press, New York, ISBN 9780203738481.
- Beran, J. (2003). Statistics in musicology. Chapman & Hall (CRC Press), New York, ISBN 978-1-58488-219-0, ISBN 1-58488-219-0.
- Beran, J., Feng, Y., Ghosh, S. and Kulik, R. (2013). Long-memory Processes - Probabilistic Properties and Statistical Methods. Springer Berlin, Heidelberg, ISBN 978-3-642-35512-7.
- Beran, J. (2017). Mathematical Foundations of Time Series Analysis: A Concise Introduction. Springer International Publishing, ISBN 978-3-319-74378-3.

### Hudební skladatel a klavírista
Hudbu Jana Berana charakterizuje směs současných technik, výrazných rytmů, jazzových reminiscencí a minimalismu. Jeho elektronický klavírní koncert „Śānti“ (col legno WWE 20062) byl popsaný jako „…rozsáhlé, jemně vytvořené tonálně vyvážené zvukové plochy přes hluboké setrvalé pedálové body, postupně měnící jejich fyziognomii…“ (Frankfurter Allgemeine Zeitung, 24. srpna 2001). Pro svůj matematický původ je někdy spojován také s matematicky zaměřenými skladateli (Julian Baur, 2010, «Theorie, Komposition und Analyse – der Einfluss der Mathematik auf die Musik im 20. Jahrhundert: Analyse anhand der Beispiele Joseph Schillinger, Conlon Nancarrov Iannis Xenakis a Jan Beran», Peter Lang Verlag, Frankfurt, ISBN 9783631595831). Ve svém klavírním koncertu „In Licht zerhaucht“ zkoumá kombinatorické možnosti zapojením publika do kompozičního procesu. Většina jeho skladeb vychází v nakladatelství Müller & Schade. Jeho díla se často hrají na hudebních festivalech jako Murten Classics, Dny soudobé hudby Praha nebo Femmusicale. Nahrávky jeho hudby vydaly col legno, Centaur Records, VDE Gallo, Vienna Modern Masters a Orlando Records. Jan Beran je členem Svazu českých skladatelů (Společnost českých skladatelů při AHUV) a SONART. Mezi hudebníky, se kterými spolupracoval, patří Kevin Griffiths, René Kubelík, Patrizio Mazzola, Südwestdeutsche Philharmonie, Beat Fehlmann, Christopher Raphael, John Sanderson, Guerino Mazzola, Judita Škodová, Daniel Wiesner, Ludmila Waldmann Pavlová, Petr Novák, Jan Fila a Barbora K. Sejáková.

#### Vybraná hudební díla
- "In Licht zerhaucht" for piano and orchestra (Müller & Schade, M&S 2275)
- "Capriccio" for piano (Müller & Schade, M&S 2504)
- "Painted lady" for 2 pianos (Müller & Schade, M&S 2500)
- "Winter" for oboe and piano. (Müller & Schade, M&S 2317)
- "Mist Covered Mountains" for oboe, piano and orchestra (Müller & Schade, M&S 2276)
- "Rêverie" for piano (Müller & Schade, M&S 2132)
- "Rhapsody" for clarinet and piano (Müller & Schade, M&S 2502)
- "D'un air rêveur" for bassclarinet and piano (Müller & Schade, M&S 2278)
- "Strange words the wind tossed" for bassclarinet and piano (Müller & Schade, M&S 2277)
- "Strange words the wind tossed" for violin and piano (Müller & Schade, M&S 2292)
- "Im klaren Blau" for piano (Müller & Schade, M&S 2291)
- "Zwei Gleichgewichts-Capriccios" for flute and piano (Müller & Schade, M&S 2499)
- "Mitten in uns" for violin and piano (Müller & Schade, M&S 2503)
- "Après la pluie" for violin and piano (Müller & Schade, M&S 2419)
- "Après la pluie" for cello and piano (Müller & Schade, M&S 2290)
- "4 poèmes for piano" (Müller & Schade, M&S 2325)
- "Ballade" for harp and piano (Müller & Schade, M&S 2324)
- "Séraphins en pleurs" for flute and piano (Müller & Schade, M&S 2498)
- "Spaziergang" for soprano, cello and piano (Müller & Schade, M&S 2501)
- "Leis' wie eine Märchenweise" for piano (Müller & Schade, M&S 2456)
- "Valse nostalgique" for piano (Müller & Schade, M&S 2455)
- "Träume, die in deinen Tiefen wallen" for cello and piano (Müller & Schade, M&S 2505)
- "Esquisses" for piano (Müller & Schade, M&S 2323)

#### Diskografie s hudbou Jana Berana
- Aniseikonia (LP, H.O.E. Zurich)
- Cirri (CD, Centaur Records CRC 2100)
- Immaculate Concept (CD, SToA Music ST-71.1002, jointly with G. Mazzola)
- Santi (CD, col legno WWE 20062)
- Chamber Music 2003-2006 (CD, Vienna Modern Masters VMM 2049, jointly with Christopher Raphael)
- Jan Beran, John Sanderson, Christopher Raphael (CD, Gallo CD-1370)
- Idyll und Refugium (CD, Gallo CD-1422; with Patrizio Mazzola)
- As you like it (CD, Orlando Records OR0040; with Patrizio Mazzola, piano; Kevin Griffiths, conductor; Südwestdeutsche Philharmonie Konstanz)
- Poèmes sans paroles (CD, Orlando Records OR0039; with René Kubelík, violin, Patrizio Mazzola, piano)